# Ora et labora (album)
Ora et labora sedmi je studijski album hrvatskog pjevača Marka Perkovića Thompsona objavljen 10. travnja 2013. godine.
Producent albuma je Tiho Orlić. Pjevač kaže kako se tematski nije odmakao od prethodnih pjesama, te da opet pjeva o onome što ga najviše zaokuplja: političko, društveno i socijalno stanje u Hrvatskoj, kao i duhovne i povijesne teme koje ga beskrajno nadahnjuju. Thompson ističe kako je posebno ponosan na pjesmu "Bosna" kojom skreće pozornost na ono što se događa s hrvatskim narodom koji tamo živi.

## Popis pjesama
1. "Sokolov krik" (4:37)
2. "Dobrodošli" (5:45)
3. "Bog i Hrvati" (9:26)
4. "Zapali vatru" (4:15)
5. "Maranatha" (5:33)
6. "Uvijek vjerni tebi" (5:31)
7. "Bosna" (8:48)
8. "Samo je ljubav tajna dvaju svjetova" (5:47)
9. "Nema predaje" (4:54)
10. "Put u raj" (5:56)

## Prodaja albuma
Album je doživio veliki uspjeh. Prvih petstotinjak primjeraka rasprodalo se u svega dva sata, a prvi je put jedan album hrvatskog izvođača u samom vrhu prodaje albuma na službenoj iTunes top-ljestvici. Naime, u Njemačkoj, Švicarskoj i Austriji Ora et labora je među prvih pet najprodavanijih albuma zajedno s imenima kao što su The Beatles, Bruce Springsteen, David Bowie, AC/DC i Eric Clapton. Nakon samo tjedan dana, album je dosegao zlatnu nakladu, a nakon tri mjeseca i platinastu. Najprodavaniji je album u Hrvatskoj 2013. godine.

## Promocija albuma
Ljubavna balada "Samo je ljubav tajna dvaju svjetova", za koju je snimljen i spot, je u samo četiri dana dosegnula gotovo 80.000 pregleda na YouTubeu, a do kraja godine brojka je prešla 3.300.000 pregleda. U svibnju 2016., pjesma je prešla preko 6.000.000 pregleda na YouTube kanalu Croatia Records. Drugi spot s albuma je snimljen za pjesmu "Nema predaje". 
Nakon izlaska albuma pokrenuta je velika Ora et Labora turneja s prvim koncertom u Münchenu. Nakon toga je organiziran koncert na splitskom Poljudu kojem je nazočilo više od 50.000 ljudi. Koncert je snimljen u HD tehnologiji, a 16. studenoga, na dan koncerta u zagrebačkom Domu sportova, je izašao i DVD koncerta naslovljen Poljud: Live.
Nakon Splitskog koncerta, uslijedili su koncerti u Biogradu na moru, Orašju, Crikvenici, Poreču, Zadru, Bjelovaru i razni drugi.

## O pjesmama
Moto  Ora et Labora potječe iz tradicije benediktinaca u srednjem vijeku. Prevedeno s latinskog jezika, to znači: Moli i radi.
Uvod u pjesmu Dobrodošli je preuzet iz govora prvog hrvatskog predsjednika Franje Tuđmana (23. studenoga 1996.).
Izreka Bog i Hrvati potječe iz govora Ante Starčevića (26. lipnja, 1861.) Starčević se referirao da o sudbini Hrvatske jedino mogu odlučivati Bog i Hrvati.
Pjesma Uvijek vjerni tebi je izdana kao singl, godinu dana prije albuma, ali je za album napravljen novi aranžman te je pjesma ponovo snimljena.
Riječ Maranatha potječe iz Pavlove Prve poslanice Korinćanima. Prevedeno s aramejskog jezika, to znači: "Naš Gospodin je došao", "Naš Gospodin će doći" ili − najvjerojatnije − "Gospodine naš, dođi!"
Pjesma Bosna sadrži mnoge povijesne referencije, kao na primjer o kralju Tomislavu, o kraljici Katarini Kotromanić, o Drinskim mučenicama itd.
Pjesmu Samo je ljubav tajna dvaju svjetova je Thompson posvetio svojoj supruzi Sandri.
Pjesme Sokolov krik i Put u raj sadrže iste, zborski otpjevane strofe.

## Članovi sastava
Marko Perković Thompson - vokali
Tiho Orlić - bas-gitara, prateći vokal; akustična gitara na pjesmama Bog i Hrvati, Maranatha, električna gitara na pjesmama Bog i Hrvati, Zapali vatru, Bosna, Nema predaje, Put u raj, solo gitara na pjesmama Zapali vatru, Samo je ljubav tajna dvaju svjetova, Put u raj, clean gitara na pjesmi Maranatha
Duje Ivić - klavijature
Ivica Bilić Ike - bubnjevi

## Gosti na albumu
Silvije Škare Braco - električna gitara na pjesmama Dobrodošli, Maranatha, Uvijek vjerni tebi, Bosna i Samo je ljubav tajna dvaju svjetova
Vedran Bazulj - električna i akustična gitara na pjesmi Bog i Hrvati, električna i solo gitara na pjesmi Bosna
Mladen Magud - akustična gitara na pjesmi Samo je ljubav tajna dvaju svjetova
Boris Stanić - violina na pjesmi Bog i Hrvati
Branka Pleština - gost vokal na pjesmama Bog i Hrvati, Maranatha i Put u raj

## Prateći vokali i zborovi
Prateći vokali na pjesmi Uvijek vjerni tebi - Duje, Ike, Tiho, Marko
Prateći vokali na pjesmi Bosna - Vesna Ivić, Brankica Brodarić, Tiho Orlić
Zbor na pjesmama Sokolov krik i Bosna - Ante, Franjo, Jure, Luka, Duje, Ike i Tiho
Zbor na pjesmi Bog i Hrvati - Bogoslovi Franjevačke provincije Presvetog Otkupitelja, Split
Zbor na pjesmi Maranatha - Ante, Franjo, Jure, Luka, Tiho
Zbor na pjesmi Put u raj - Branka, Ante, Franjo, Jure, Luka i Tiho

## Stihovi, aranžmani i produkcija
Svu glazbu i sve stihove napisao Thompson, osim glazbu za Sokolov krik, koju su skladali Thompson i Orlić i stihove za pjesmu Maranatha koju je napisao šibenski biskup msgr. Ante Ivas.
Za sve aranžmane i glazbenu produkciju je zaslužan Tiho Orlić.
Za mix i mastering albuma zaslužan je Tomislav Mrduljaš.
Za izdavača pripremio Želimir Babogredac.